# Eniks
Eniks (ros. ЗАО «ЭНИКС» – Закрытое акционерное общество «ЭНИКС») – rosyjska zamknięta spółka akcyjna zajmująca się rozwojem oraz produkcją bezzałogowych statków powietrznych i ćwiczebnych celów powietrznych oraz ich oprogramowania. Firma współpracuje ściśle z Ministerstwem Obrony Federacji Rosyjskiej oraz instytucjami odpowiadającymi za sprzedaż rosyjskiego uzbrojenia za granicę. W firmie stosowany jest system zarządzania jakością ISO 9001.

## Historia
Firma została założona w 1988 roku przez pasjonatów modelarstwa. Założycielem i prezesem jest Walerij Nikołajewicz Pobieżymow (ros. Валерий Николаевич Побежимов), głównym konstruktorem Ildar Raisowicz Jakupow (ros. Ильдар Раисович Якупов). Pierwotna nazwa „Feniks”, z powodu powtarzalności, została skrócona i ostatecznie przybrała formę „Eniks”.
W początkowym okresie swej działalności, przypadającej na końcowy okres istnienia ZSRR, Eniks wygrał konkurs Ministerstwa Obrony ZSRR na budowę drona rozpoznawczego. W wyniku prac projektowych opracowano pierwszą konstrukcję firmy – Tipczak. W 2003 roku przedsiębiorstwo zostało przekształcone w zamkniętą spółkę akcyjną. Otrzymało licencje i certyfikaty od Rosyjskiej Agencji Lotnictwa i Kosmonautyki, Sił Zbrojnych Federacji Rosyjskiej oraz Ministerstwa Gospodarki Federacji Rosyjskiej.
Z uwagi na specyfikę klimatyczną Rosji i Europy Środkowo-Wschodniej firma zdecydowała się na rozwój i budowę lekkich dronów operujących na niewielkich wysokościach, ale stanowiących trudny cel dla obrony przeciwlotniczej. Konstruktorzy opracowali maszyny zdolne do startu z dowolnego miejsca i prowadzenia rozpoznania w sposób niezauważony dla przeciwnika. Ok. 80% elementów konstrukcji produkowane jest we własnym zakresie (płatowce, systemy sterowania, kamery cyfrowe, silniki i in.). Pozostałe komponenty (systemy rozpoznania w paśmie widzialnym i termowizji, rezystory i kondensatory) zakupywane są od dostawców zewnętrznych. Drony opracowane w Eniks zostały wykorzystane bojowo podczas wojny domowej w Syrii, gdzie współpracowały z rosyjskimi samolotami bombowymi. Ponadto firma produkuje ćwiczebne cele powietrzne, w których stosuje (jako jedyny producent na świecie) silnik pulsacyjny. Konstrukcje Eniks wykorzystywane w różnych strefach klimatycznych – na obszarach pustynnych, tropikalnych i górskich, w tym na Kaukazie, w obwodzie chanty-mansyjskim, w regionie astrachańskim, w Malezji, Tajlandii, Indiach oraz na biegunie północnym. W 2012 roku możliwości produkcyjne przedsiębiorstwa pozwalały na produkowanie do 70 zestawów Eleron-3 i Eleron-10 oraz do 30 ćwiczebnych celów powietrznych typu E95 rocznie.
Produkty Eniks w ok. 80% są dostarczane na potrzeby Sił Zbrojnych Federacji Rosyjskiej. Pozostała część produkcji jest przekazywana odbiorcom cywilnym lub trafia na eksport. Dochód firmy w 2013 roku osiągnął 181 milionów rubli (zysk netto 7,7 mln), w 2014 roku 405 milionów (zysk netto 88,7 mln). W 2015 roku dochód firmy osiągnął 590 mln rubli (zysk netto 121 mln), a w 2016 roku 1 mld 351 mln rubli (zysk netto 216 mln). 2017 rok przyniósł firmie 749 mln zysku (zysk netto 116 mln). W 2018 roku dochody firmy wyniosły 800 mln rubli, w 2019 roku zamknęły się w kwocie 500 mln (zysk netto 100 mln). Dochód w 2020 roku osiągnął 945 mln rubli (zysk netto 243 mln).
Firma ma własne zaplecze projektowe i produkcyjne oraz własne Centrum Projektowania Samolotów i Szkolenia Zewnętrznych Pilotów UAV. W Kazaniu Eniks ma pomieszczenia administracyjno-produkcyjne o powierzchni 4750 metrów kwadratowych, działkę o powierzchni 2,5 ha, na której znajdują się jednostki projektowe, badawcze i produkcyjne.

## Konstrukcje
Drony Eniks budowane są w układzie wiropłatów, klasycznych samolotów STOL oraz w układzie latającego skrzydła.
| Nazwa     | Ilustracja                         | Przeznaczenie |
| --------- | ---------------------------------- | ------------- |
| Tipczak   |                                    | rozpoznawczy  |
| Eleron    | Plik:Eleron-3 – IDELF-2008-197.jpg | rozpoznawczy  |
| Eleron-3  |                                    | rozpoznawczy  |
| Eleron-5  |                                    | rozpoznawczy  |
| Eleron-7  |                                    | rozpoznawczy  |
| Eleron-10 |                                    | rozpoznawczy  |